# Baie Gente Grande
La baie Gente Grande (en espagnol : Bahía Gente Grande), est une baie située au nord de la grande île de la Terre de Feu, dans l'archipel du même nom, dans la IXe région de Magallanes et de l'Antarctique chilien, au sud du Chili.
La baie Gente Grande s'ouvre sur le détroit de Magellan. Elle est délimitée, au nord-est par la pointe Zegers sur la péninsule Juan Masiá et par la pointe Paulo au sud-ouest. L’îlot Contramaestre est situé à l'entrée de la baie. La localité de Puerto Percy est située au nord-est de la baie.
La baie Gente Grande (littéralement la « baie des gens grands ») doit son nom à l'explorateur espagnol Pedro Sarmiento de Gamboa qui passe à proximité le 15 février 1580 et nomme la baie ainsi après avoir aperçu dans la baie des Indigènes (probablement des membres du peuple amérindien selknam) qu'il considérait comme « grands ». 